# Ravinia querula
Ravinia querula är en tvåvingeart som först beskrevs av Walker 1849.  Ravinia querula ingår i släktet Ravinia och familjen köttflugor. Inga underarter finns listade i Catalogue of Life.